# Marko Johansson
Marko Johansson (Malmö, 19 april 1998) is een Zweeds voetballer die als doelman speelt. In augustus 2024 maakte hij de overstap van Hamburger SV naar Eintracht Braunschweig. 

## Clubloopbaan

### Jeugd
Johansson begon op vierjarige leeftijd in de voetbalschool van Malmö FF. Hij doorliep alle jeugdelftallen in de onderbouw om in het seizoen 2014 in de onder 19 terecht te komen. Hij wist zich niet direct een basisplaats te veroveren en hij zat de eerste wedstrijden op de reservebank achter Sixten Mohlin. Tijdens de zesde competitieronde op 10 mei 2014 maakte Johansson tijdens de uitwedstrijd tegen IFK Göteborg –19 zijn debuut in deze leeftijdscategorie. In het seizoen 2015 werd hij de onbetwiste nummer één in het team van trainer Anders Palmér en speelde hij bijna alle wedstrijden. Hij speelde eveneens mee alle duels in de UEFA Youth League waarin men derde in de poule werd. Hij kwam in drie seizoenen tot 49 competitiewedstrijden voor de onder 19. In het seizoen 2015 kwam hij naast zijn speeltijd bij de onder 19 eveneens af en toe in actie bij de onder 21 waar hij op 26 juni 2015 zijn debuut maakte tijdens de uitwedstrijd tegen Helsingborgs IF. Tot een echte doorbrak kwam het nooit in deze leeftijdscategorie en speelde hij in twee seizoenen in totaal 10 wedstrijden in de onder 20.  Hij speelde in de jeugd samen met onder andere  Mattias Svanberg, Dennis Hadzikadunic, Samuel Adrian en Andreas Vindheim.

### Malmö FF
Op 15 november 2014 werd Johansson door trainer Åge Hareide tijdens de met 1-2 gewonnen uitwedstrijd in tweede ronde van de Svenska Cupen tegen IS Halmia voor de eerste keer meegenomen met de eerste selectie. Hij kwam de gehele wedstrijd niet in actie. Op 21 juli 2015 maakte Johansson in de tweede ronde tijdens de kwalificatiewedstrijden voor de Champions League tegen FK Žalgiris uit Litouwen zijn debuut. In de 50e minuut kwam hij in het veld voor de geblesseerd geraakte Zlatan Azinovic. In de met 0-1 gewonnen uitwedstrijd werd het doelpunt gemaakt door Anton Tinnerholm waardoor Malmö zich wist te plaatsen voor de volgende ronde. Azinovic was dermate zwaar geblesseerd waardoor Johan Wiland en Fredrik Andersson als vervanger werden aangetrokken. Met deze twee keepers ging trainer Hareide het seizoen 2015 in. Johansson keerde weer terug bij de onder 19.
In 2016 werd Johanssons stagecontract omgezet in zijn eerste profcontract. Wegens zware concurrentie werd hij om speelminuten te kunnen gaan maken verhuurd. Eerst voor twee seizoenen aan Trelleborgs FF. Daarna voor één seizoen aan GAIS Göteborg. En tenslotte voor een half seizoen aan Mjällby AIF. Tijdens zijn eerste verhuurperiode bij Trelleborgs verlengde hij zijn contract bij Malmö FF tot 2020. Halverwege zijn verhuurperiode bij Mjällby AIF keerde hij terug naar Malmö FF waarna hij zijn contract verlengde tot 2022. Bij terugkomst werd hij tweede doelman achter Johan Dahlin die gedurende het seizoen zwaar geblesseerd raakte. In de 15e competitieronde kreeg Johansson zijn kans tijdens de met 2-1 gewonnen thuiswedstrijd tegen Örebro SK. Hij pakte deze met beide handen aan en trainer Jon Dahl Tomasson liet hem tot het einde van het seizoen in de ploeg. Johansson was daarmee één van de pijlers onder het 21e landskampioenschap van Malmö FF. In het seizoen 2021 was Johansson voor Tomasson opnieuw zijn eerste doelman. Hij speelde de eerste acht competitiewedstrijden waarna hij de overstap maakte naar Hamburger SV.

#### Verhuur aan Trelleborgs FF
Op 1 april 2017 maakte Johansson zijn debuut voor Trelleborgs FF in de met 1-0 verloren uitwedstrijd tegen Helsingborgs IF. In de 80e minuut kreeg hij door een doelpunt van Jesper Lange zijn eerste tegendoelpunt in de Superettan te incasseren. Hij werd direct een vaste waarde in het team van Patrick Winqvist en speelde in het seizoen 2017 alle dertig wedstrijden vanaf het begin tot het einde mee. Vanwege de derde plaats in de competitie speelde Johansson met Trelleborgs FF play-off wedstrijden tegen Jönköpings Södra IF. In de heenwedstrijd in het eigen Vångavallen werd met 2-0 gewonnen. De terugwedstrijd eindigde in een 1-1 gelijkspel waardoor Trelleborgs FF promoveerde en na zes jaar weer terugkeerde naar de Allsvenskan. Aan het einde van het seizoen werd bekend dat Johansson voor nog een seizoen verhuurd werd aan Trelleborgs FF. Hij kreeg gezelschap van Dennis Hadzikadunic die eveneens vanuit Malmö FF aan Trelleborgs FF werd verhuurd. Zijn debuut in de Allsvenskan maakte Johansson op 1 april 2018 tijdens de met 1-3 verloren thuiswedstrijd tegen IFK Göteborg. Na 21 minuten kreeg hij na een doelpunt van Elías Már Ómarsson zijn eerste tegentreffer op het hoogste Zweedse niveau te verwerken. In het seizoen 2018 ontbrak Johansson alleen de thuiswedstrijd tegen Djurgårdens IF. Johansson eindigde met Trelleborgs FF op de 16e plaats waardoor men na één seizoen weer degradeerde. Johansson keerde na twee seizoenen terug naar Malmö FF.

#### Verhuur aan GAIS Göteborg
In aanloop naar het seizoen 2019 werd bekend dat Johansson werd verhuurd aan GAIS Göteborg. Op 30 maart maakte hij zijn debuut op tijdens de met 2-2 gelijkgespeelde uitwedstrijd tegen zijn vorige werkgever Trelleborgs FF. Door alleen te ontbreken vanwege een schorsing tijdens de wedstrijd tegen Syrianska FC speelde hij nagenoeg alle competitiewedstrijden. Tijdens de derby tegen IFK Göteborg voor de Svenska Cupen werd hij bestookt met vuurwerk waardoor hij een gehoorbeschadiging opliep. Aan het einde van het seizoen keerde hij terug naar Malmö FF.

#### Verhuur aan Mjällby AIF
In het eerste gedeelte van het seizoen 2020 werd Johansson verhuurd aan Mjällby AIF en keerde daarmee weer terug op het hoogste niveau in Zweden. Op 22 juni maakte hij zijn debuut voor Mjällby AIF in de met 2-2 gelijkgespeelde uitwedstrijd tegen IFK Göteborg. De verhuurperiode bij de club uit Hällevik werd voortijdig beëindigd waarbij hij tijdens acht van de elf wedstrijden in actie kwam.

### Hamburger SV
Hij speelde op 1 september 2021 zijn eerste officieuze wedstrijd tijdens de met 3-1 gewonnen oefenduel tegen FC Groningen. Hij wist geen basisplaats te veroveren en werd tweede doelman achter Daniel Heuer Fernandes. Hij zat de eerste wedstrijden van het seizoen 2021/22 op de reservebank. Op 30 november maakte hij vanwege een blessure van Fernandes zijn debuut voor de Hamburger club in de 2. Bundesliga tijdens de met 1-1 gelijkgespeelde thuiswedstrijd tegen Holstein Kiel. Hij stond de zes daarop volgende wedstrijden in het doel. Na terugkeer van Fernandes verdween hij weer naar de reservebank. In april 2022 werd Johansson wegens disciplinaire redenen tot het einde van het seizoen uit de selectie gezet. In aanloop naar het nieuwe seizoen bleef hij buiten de selectie en werd hij niet meegenomen met de teamfoto. Gezien de moeizame relatie met Walter werd hij voor het gehele seizoen 2022/23 verhuurd aan VfL Bochum en daarna voor een half jaar aan Halmstads BK. Na zijn terugkomst uit Zweden volgde een volgende verhuurperiode. Johansson werd voor de rest van het seizoen 2023/24 verhuurd aan het eveneens in de 2. Bundesliga spelende Hansa Rostock. Na zijn terugkomst werd hij niet aan de eerste selectie toegevoegd maar trainde hij met de onder-21 mee. In augustus 2024 werd bekend dat hij de overstap maakte naar Eintracht Braunschweig.

#### Verhuur aan VfL Bochum
Op de laatste dag van de transferwindow werd bekend dat Johansson voor het seizoen 2022/23 met een optie tot koop verhuurd werd aan VfL Bochum.. In de hiërarchie werd hij na Manuel Riemann en Michael Esser derde doelman. Op 8 december speelde hij zijn eerste officieuze wedstrijd tijdens de met 1-3 verloren oefenduel tegen PEC Zwolle. De ontslagen trainer Thomas Reis maar ook zijn opvolger Thomas Letsch gaven hem geen enkele minuut officiële speeltijd. Hij nam acht keer plaats op de reservebank.

#### Verhuur aan Halmstads BK
In augustus 2023 kwam Halmstads BK met het bericht dat Johansson tot het einde van het seizoen werd gehuurd. Hij werd gehaald omdat eerste doelman Malkolm Nilsson Säfqvist wegens mentale problemen voor een rustpauze had gekozen. Hij werd direct door trainer Magnus Haglund in zijn basiselftal opgenomen. Zijn eerste wedstrijd was op 7 augustus 2023 tegen zijn voormalige club Malmö FF. De rest van het seizoen was hij eerste doelman totdat hij in de uitwedstrijd tegen AIK Solna in de 75e minuut wegens natrappen door scheidsrechter Glenn Nyberg van het veld werd gestuurd. Vanwege een schorsing van drie wedstrijden kwam hij niet meer in actie. Aan het einde van het seizoen maakte Halmstads BK bekend niet verder te gaan met Johansson.

#### Verhuur aan Hansa Rostock
In januari 2024 liet Johansson zich tot het einde van het seizoen 2023/24 verhuren aan Hansa Rostock. Hij werd gehaald als vervanger van de naar Greuther Fürth vertrokken tweede doelman Nils-Jonathan Körber. Het gelukte hem niet om eerste doelman eerste doelman en aanvoerder Markus Kolke uit het basiselftal te spelen. Aan het einde van het seizoen keerde hij terug naar Hamburger SV.

### Eintracht Braunschweig
Na de eerste competitiewedstrijd van het seizoen 2024/25 tekende Johansson een contract voor een jaar bij Eintracht Braunschweig waarbij hij de vervanger werd van de zwaar geblesseerd geraakte tweede doelman Tino Casali. Kort daarop scheurde hij zelf zijn linker enkelband waardoor hij een paar weken was uitgeschakeld. Kort na zijn comeback werd eerste doelman Lennart Grill op 18 oktober tijdens de uitwedstrijd tegen Hertha BSC door een rode kaart van het veld gestuurd. In de 53e minuut maakte Johansson daardoor zijn debuut voor Braunschweig. Johansson pakte zijn kans en hij bleef tot aan de winterstop de eerste keuze van trainer Daniel Scherning.

## Clubstatistieken
| Seizoen                        | Club                           | Competitie                     | Competitie                                                                           | Competitie                                                                           | Competitie                                                                           | Beker                                                                                | Beker                                                                                | Beker                                                                                | Beker                                                                                | Internationaal                                                                       | Internationaal                                                                       | Internationaal                                                                       | Internationaal                                                                       | Overig                                                                               | Overig                                                                               | Overig                                                                               | Overig                                                                               | Seizoenstotaal                                                                       | Seizoenstotaal                                                                       | Seizoenstotaal                                                                       | Seizoenstotaal |
| Seizoen                        | Club                           |                                | W                                                                                    | T                                                                                    | N                                                                                    |                                                                                      | W                                                                                    | T                                                                                    | N                                                                                    |                                                                                      | W                                                                                    | T                                                                                    | N                                                                                    |                                                                                      | W                                                                                    | T                                                                                    | N                                                                                    |                                                                                      | W                                                                                    | T                                                                                    | N              |
| ------------------------------ | ------------------------------ | ------------------------------ | ------------------------------------------------------------------------------------ | ------------------------------------------------------------------------------------ | ------------------------------------------------------------------------------------ | ------------------------------------------------------------------------------------ | ------------------------------------------------------------------------------------ | ------------------------------------------------------------------------------------ | ------------------------------------------------------------------------------------ | ------------------------------------------------------------------------------------ | ------------------------------------------------------------------------------------ | ------------------------------------------------------------------------------------ | ------------------------------------------------------------------------------------ | ------------------------------------------------------------------------------------ | ------------------------------------------------------------------------------------ | ------------------------------------------------------------------------------------ | ------------------------------------------------------------------------------------ | ------------------------------------------------------------------------------------ | ------------------------------------------------------------------------------------ | ------------------------------------------------------------------------------------ | -------------- |
| 002016                         | 0Malmö FF                      | Allsvenskan                    | –                                                                                    | –                                                                                    | –                                                                                    | –                                                                                    | –                                                                                    | –                                                                                    | –                                                                                    | Champions League                                                                     | 1                                                                                    | 0                                                                                    | 1                                                                                    | –                                                                                    | –                                                                                    | –                                                                                    | –                                                                                    | 2016                                                                                 | 1                                                                                    | 0                                                                                    | 1              |
| 002017                         | 0Malmö FF                      | Allsvenskan                    | 0                                                                                    | 0                                                                                    | 0                                                                                    | Svenska Cuppen                                                                       | 1                                                                                    | 3                                                                                    | 0                                                                                    | –                                                                                    | –                                                                                    | –                                                                                    | –                                                                                    | –                                                                                    | –                                                                                    | –                                                                                    | –                                                                                    | 2017                                                                                 | 1                                                                                    | 3                                                                                    | 0              |
| 002017                         | 0 → Trelleborgs FF             | Superettan                     | 30                                                                                   | 32                                                                                   | 7                                                                                    | Svenska Cuppen                                                                       | 3                                                                                    | 6                                                                                    | 0                                                                                    | –                                                                                    | –                                                                                    | –                                                                                    | –                                                                                    | Play-off                                                                             | 2                                                                                    | 1                                                                                    | 1                                                                                    | 2017                                                                                 | 35                                                                                   | 39                                                                                   | 8              |
| 002018                         | 0 → Trelleborgs FF             | Allsvenskan                    | 29                                                                                   | 61                                                                                   | 11                                                                                   | Svenska Cuppen                                                                       | 2                                                                                    | 2                                                                                    | 1                                                                                    | –                                                                                    | –                                                                                    | –                                                                                    | –                                                                                    | –                                                                                    | –                                                                                    | –                                                                                    | –                                                                                    | 2018                                                                                 | 31                                                                                   | 63                                                                                   | 12             |
| 002019                         | 0 → GAIS Göteborg              | Superettan                     | 29                                                                                   | 38                                                                                   | 7                                                                                    | –                                                                                    | –                                                                                    | –                                                                                    | –                                                                                    | –                                                                                    | –                                                                                    | –                                                                                    | –                                                                                    | –                                                                                    | –                                                                                    | –                                                                                    | –                                                                                    | 2019                                                                                 | 29                                                                                   | 38                                                                                   | 7              |
| 002020                         | 0 → Mjällby AIF                | Allsvenskan                    | 8                                                                                    | 10                                                                                   | 2                                                                                    | Svenska Cuppen                                                                       | 2                                                                                    | 1                                                                                    | 1                                                                                    | –                                                                                    | –                                                                                    | –                                                                                    | –                                                                                    | –                                                                                    | –                                                                                    | –                                                                                    | –                                                                                    | 2020                                                                                 | 10                                                                                   | 11                                                                                   | 3              |
| 002020                         | 0 Malmö FF                     | Allsvenskan                    | 16                                                                                   | 8                                                                                    | 6                                                                                    | –                                                                                    | –                                                                                    | –                                                                                    | –                                                                                    | –                                                                                    | –                                                                                    | –                                                                                    | –                                                                                    | –                                                                                    | –                                                                                    | –                                                                                    | –                                                                                    | 2020                                                                                 | 16                                                                                   | 8                                                                                    | 6              |
| 002021                         | 0 Malmö FF                     | Allsvenskan                    | 9                                                                                    | 13                                                                                   | 0                                                                                    | Svenska Cuppen                                                                       | 3                                                                                    | 4                                                                                    | 0                                                                                    | Europa League                                                                        | 4                                                                                    | 3                                                                                    | 3                                                                                    | –                                                                                    | –                                                                                    | –                                                                                    | –                                                                                    | 2021                                                                                 | 16                                                                                   | 20                                                                                   | 3              |
| 002021/22                      | 0 Hamburger SV                 | 2. Bundesliga                  | 8                                                                                    | 10                                                                                   | 2                                                                                    | –                                                                                    | –                                                                                    | –                                                                                    | –                                                                                    | –                                                                                    | –                                                                                    | –                                                                                    | –                                                                                    | –                                                                                    | –                                                                                    | –                                                                                    | –                                                                                    | 2021/22                                                                              | 8                                                                                    | 10                                                                                   | 2              |
| 002023                         | 0 → Halmstads BK               | Allsvenskan                    | 11                                                                                   | 17                                                                                   | 2                                                                                    | –                                                                                    | –                                                                                    | –                                                                                    | –                                                                                    | –                                                                                    | –                                                                                    | –                                                                                    | –                                                                                    | –                                                                                    | –                                                                                    | –                                                                                    | –                                                                                    | 2023                                                                                 | 11                                                                                   | 17                                                                                   | 2              |
| 002024/25                      | 0 Eintracht Braunschweig       | 2. Bundesliga                  | 9                                                                                    | 17                                                                                   | 2                                                                                    | –                                                                                    | –                                                                                    | –                                                                                    | –                                                                                    | –                                                                                    | –                                                                                    | –                                                                                    | –                                                                                    | –                                                                                    | –                                                                                    | –                                                                                    | –                                                                                    | 2024/25                                                                              | 9                                                                                    | 17                                                                                   | 2              |
| 0Carrière totaal               | 0Carrière totaal               | 0Carrière totaal               | 149                                                                                  | 206                                                                                  | 39                                                                                   |                                                                                      | 11                                                                                   | 16                                                                                   | 2                                                                                    |                                                                                      | 5                                                                                    | 3                                                                                    | 4                                                                                    |                                                                                      | 2                                                                                    | 1                                                                                    | 1                                                                                    |                                                                                      | 167                                                                                  | 226                                                                                  | 46             |
| 0Bijgewerkt tot 2 januari 2025 | 0Bijgewerkt tot 2 januari 2025 | 0Bijgewerkt tot 2 januari 2025 | 0W: gespeelde wedstrijden00T: tegendoelpunten00N: aantal wedstrijden de nul gehouden | 0W: gespeelde wedstrijden00T: tegendoelpunten00N: aantal wedstrijden de nul gehouden | 0W: gespeelde wedstrijden00T: tegendoelpunten00N: aantal wedstrijden de nul gehouden | 0W: gespeelde wedstrijden00T: tegendoelpunten00N: aantal wedstrijden de nul gehouden | 0W: gespeelde wedstrijden00T: tegendoelpunten00N: aantal wedstrijden de nul gehouden | 0W: gespeelde wedstrijden00T: tegendoelpunten00N: aantal wedstrijden de nul gehouden | 0W: gespeelde wedstrijden00T: tegendoelpunten00N: aantal wedstrijden de nul gehouden | 0W: gespeelde wedstrijden00T: tegendoelpunten00N: aantal wedstrijden de nul gehouden | 0W: gespeelde wedstrijden00T: tegendoelpunten00N: aantal wedstrijden de nul gehouden | 0W: gespeelde wedstrijden00T: tegendoelpunten00N: aantal wedstrijden de nul gehouden | 0W: gespeelde wedstrijden00T: tegendoelpunten00N: aantal wedstrijden de nul gehouden | 0W: gespeelde wedstrijden00T: tegendoelpunten00N: aantal wedstrijden de nul gehouden | 0W: gespeelde wedstrijden00T: tegendoelpunten00N: aantal wedstrijden de nul gehouden | 0W: gespeelde wedstrijden00T: tegendoelpunten00N: aantal wedstrijden de nul gehouden | 0W: gespeelde wedstrijden00T: tegendoelpunten00N: aantal wedstrijden de nul gehouden | 0W: gespeelde wedstrijden00T: tegendoelpunten00N: aantal wedstrijden de nul gehouden | 0W: gespeelde wedstrijden00T: tegendoelpunten00N: aantal wedstrijden de nul gehouden | 0W: gespeelde wedstrijden00T: tegendoelpunten00N: aantal wedstrijden de nul gehouden |                |

- In het seizoen 2022/23 werd Johansson uitgeleend aan VfL Bochum waar hij geen officiële wedstrijd speelde. Dit geldt eveneens voor het seizoen 2023/24 toen hij op huurbasis actief was bij Hansa Rostock en hij niet aan spelen toe kwam.

## Interlandloopbaan
Johansson kwam uit voor diverse Zweedse nationale jeugdelftallen waarmee hij met Zweden –19 actief was op een eindronde. Johansson kwam in speelde 24 jeugdinterlands voor Zweden.

### Zweedse jeugdteams
Op 20 augustus 2013 speelde Johansson zijn eerste interland voor Zweden –15. Tijdens de met 4-3 gewonnen oefenwedstrijd tegen Finland kwam hij in de 63e minuut in het veld. Met Zweden –19 was hij in de zomer van 2017 actief op het Europees Kampioenschap in Georgië. Johansson speelde drie wedstrijden waarbij de eerste twee wedstrijden beide keren met 2-1 werd verloren. Allereerst van Tsjechië en daarna van Georgië. In de derde wedstrijd werd met 2-2 gelijkgespeeld tegen Portugal. Door deze resultaten was Zweden uitgeschakeld. Johansson speelde dit toernooi samen met onder andere Jesper Karlsson, Isac Lidberg en Max Svensson. Op 11 juni 2019 speelde hij zijn laatste interland met Zweden –21 tijdens de met 2-3 gewonnen oefeninterland tegen Finland. De Zweedse doelpunten werden gemaakt door Felix Beijmo, Viktor Gyökeres en Emil Hansson. Johansson kwam in totaal 24 keer uit voor Zweden.
| Jeugdinterlands van Marko Johansson voor Zweden () | Jeugdinterlands van Marko Johansson voor Zweden () | Jeugdinterlands van Marko Johansson voor Zweden () | Jeugdinterlands van Marko Johansson voor Zweden () | Jeugdinterlands van Marko Johansson voor Zweden () | Jeugdinterlands van Marko Johansson voor Zweden () |
| №                                                  | Datum                                              | Wedstrijd                                          | Uitslag                                            | Soort Wedstrijd                                    | Doelpunten                                         |
| Als speler bij Zweden –15                          | Als speler bij Zweden –15                          | Als speler bij Zweden –15                          | Als speler bij Zweden –15                          | Als speler bij Zweden –15                          | Als speler bij Zweden –15                          |
| -------------------------------------------------- | -------------------------------------------------- | -------------------------------------------------- | -------------------------------------------------- | -------------------------------------------------- | -------------------------------------------------- |
| 1.                                                 | 20 augustus 2013                                   | Zweden – Finland                                   | 4 – 3                                              | Vriendschappelijk                                  |                                                    |
| 2.                                                 | 17 september 2013                                  | Noorwegen – Zweden                                 | 2 – 1                                              | Vriendschappelijk                                  |                                                    |
| 3.                                                 | 19 september 2013                                  | Noorwegen – Zweden                                 | 2 – 0                                              | Vriendschappelijk                                  |                                                    |
| Als speler bij Zweden –16                          |                                                    |                                                    |                                                    |                                                    |                                                    |
| 1.                                                 | 28 april 2014                                      | Zweden – Rusland                                   | 2 – 0                                              | Vriendschappelijk                                  |                                                    |
| 2.                                                 | 30 april 2014                                      | Finland – Zweden                                   | 2 – 3                                              | Vriendschappelijk                                  |                                                    |
| 3.                                                 | 29 juli 2014                                       | Zweden – IJsland                                   | 1 – 0                                              | Vriendschappelijk                                  |                                                    |
| 3.                                                 | 2 augustus 2014                                    | Noorwegen – Zweden                                 | 0 – 2                                              | Vriendschappelijk                                  |                                                    |
| 4.                                                 | 26 augustus 2014                                   | Zweden – Noord-Ierland                             | 2 – 1                                              | Vriendschappelijk                                  |                                                    |
| 5.                                                 | 28 augustus 2014                                   | Polen – Zweden                                     | 4 – 0                                              | Vriendschappelijk                                  |                                                    |
| Als speler bij Zweden –17                          |                                                    |                                                    |                                                    |                                                    |                                                    |
| 1.                                                 | 25 september 2014                                  | Letland – Zweden                                   | 1 – 2                                              | EK-kwalificatie                                    |                                                    |
| 2.                                                 | 11 februari 2015                                   | Denemarken – Zweden                                | 1 – 1                                              | Vriendschappelijk                                  |                                                    |
| 3.                                                 | 13 februari 2015                                   | Polen – Zweden                                     | 4 – 0                                              | Vriendschappelijk                                  |                                                    |
| 4.                                                 | 25 maart 2015                                      | Israël – Zweden                                    | 2 – 0                                              | EK-kwalificatie                                    |                                                    |
| 5.                                                 | 3 september 2015                                   | Zweden – Noorwegen                                 | 1 – 2                                              | Vriendschappelijk                                  |                                                    |
| 6.                                                 | 7 september 2015                                   | Zweden – Portugal                                  | 3 – 1                                              | Vriendschappelijk                                  |                                                    |
| 7.                                                 | 4 juni 2016                                        | Zweden – Ierland                                   | 4 – 1                                              | Vriendschappelijk                                  |                                                    |
| Als speler bij Zweden –18                          |                                                    |                                                    |                                                    |                                                    |                                                    |
| 1.                                                 | 4 september 2016                                   | Noorwegen – Zweden                                 | 2 – 6                                              | Vriendschappelijk                                  |                                                    |
| 2.                                                 | 6 oktober 2016                                     | Schotland – Zweden                                 | 1 – 2                                              | Vriendschappelijk                                  |                                                    |
| Als speler bij Zweden –19                          |                                                    |                                                    |                                                    |                                                    |                                                    |
| 1.                                                 | 9 november 2016                                    | Malta – Zweden                                     | 0 – 4                                              | EK-kwalificatie                                    |                                                    |
| 2.                                                 | 14 november 2016                                   | Servië – Zweden                                    | 2 – 3                                              | EK-kwalificatie                                    |                                                    |
| 3.                                                 | 23 maart 2017                                      | België – Zweden                                    | 1 – 2                                              | EK-kwalificatie                                    |                                                    |
| 4.                                                 | 2 juli 2017                                        | Zweden – Tsjechië                                  | 1 – 2                                              | Europees Kampioenschap                             |                                                    |
| 5.                                                 | 5 juli 2017                                        | Zweden – Georgië                                   | 1 – 2                                              | Europees Kampioenschap                             |                                                    |
| Als speler bij Zweden –20                          |                                                    |                                                    |                                                    |                                                    |                                                    |
| 1.                                                 | 15 oktober 2018                                    | Rusland – Zweden                                   | 1 – 1                                              | Vriendschappelijk                                  |                                                    |
| Als speler bij Zweden –21                          |                                                    |                                                    |                                                    |                                                    |                                                    |
| 1.                                                 | 11 juni 2019                                       | Finland – Zweden                                   | 2 – 3                                              | Vriendschappelijk                                  |                                                    |
| Bijgewerkt tot 22 december 2023                    |                                                    |                                                    |                                                    |                                                    |                                                    |

## Persoonlijk
Johansson zijn vader is de Serviër Dragan Drljaca die eveneens doelman is geweest bij Trelleborgs FF.

## Erelijst
| Kampioen Allsvenskan | 2x | 2020 + 2021 |